# 김응우
김응우(金膺禹, 1848년 4월 8일 ~ 1878년 10월 4일)는 조선시대의 인물이며, 김일성의 증조부이다.
조선민주주의인민공화국에서는 그가 제너럴셔먼호 전투를 승리로 이끄는 데 크게 기여하였다고 주장하지만 이는 사실이 아니며 김일성 집안의 우상화를 위하여 허위사실을 지어낸 것이다.

## 생애
평안도 대동에서 출생하였고 평안도 진남포에서 잠시 유아기를 보낸 적이 있는 그는 원래 1862년 평양 지역 지주의 묘지를 봐주기로 하고, 평안도 대동에서 평양 만경대 근처로 이사를 와 터전을 잡기 시작했다 한다.

## 가족 관계
- 고조할아버지 김차형
- 고조할머니 라씨
- 증조할아버지 김욱(1744.12.26-1796.9.18)
- 증조할머니 도민숙
- 할아버지:김민수(1770.2.27-1854.3.1)
- 할머니 고송희(1772.3.3-1832.7.9)
- 아버지 김송령(1810.12.1-1899.3.12)
- 어머니 라현직(1811.3.4-1897.1.23)
- 형 김의국(1845.3.2-1942.2.5)
- 누나 김종수(1846.4.3-1943.1)
- 동생 김인석(1850.3.22-1938.2.3)
- 처 : 이씨
  - 아들 김보현(1871.8.19-1955.9.2)
    - 손자 김형직(1894.7.10-1926.6.5)
      - 증손 김일성(1912.4.15-1994.7.8)
      - 증손 김영주(1920.9.21-2021.12.13)
        - 고손 김정일(1941.2.16-2011.12.17)
        - 고손 김경희(1946.3.22-)
          - 현손 김정남(1971.5.10-2017.2.13)
          - 현손 김정은(1984.1.8-)
            - 내손 김한솔(1997.6.16-)
            - 내손 김정주(2010-),김주애(2013.2.19-)